# حداثي (ثقافة فرعية)

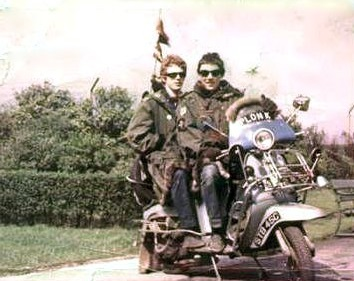
حداثيان على سكوتر لامبريتا في عقد 1960.

الحداثي أو المود (بالإنجليزية: Mod)‏ اختصار من الكلمة الإنجليزية modernist هي ثقافة فرعية بدأت في لندن وانتشرت في جميع أنحاء بريطانيا العظمى وأماكن أخرى، وأثرت في النهاية على الموضات والتقليعات في البلدان الأخرى، وهي مستمرة اليوم على نطاق أصغر. تركز هذه الثقافة الفرعية على الموسيقى والموضة، وتعود جذورها إلى مجموعة صغيرة من الشباب والشابات الأنيقين المقيمين في لندن في أواخر عقد 1950 الذين أُطلق عليهم اسم الحداثيين لأنهم استمعوا إلى الجاز الحديث. تشمل عناصر ثقافة المود الفرعية: الموضة ( بدلات مصممة خصيصا غالبا)، الموسيقى (بما في ذلك السول، الإيقاع والبلوز، سكا وبشكل رئيسي الجاز) ودراجات السكوتر (عادة لامبريتا [الإنجليزية] أو فيسبا). في منتصف الستينيات، استمعت الثقافة الفرعية إلى فرق الروك التي تتبع ثقافة المود، مثل ذا هو وسمول فايسز [الإنجليزية] عقب ذروة فترتها. ارتبطت صورة ثقافة المود الأصلية بالرقص على أنغام الجاز في النوادي طوال الليل مع تعاطي الأمفيتامين. إحدى الشخصيات البارزة في أصل الحركة كانت مصممة الأزياء البريطانية ماري كوانت [الإنجليزية].
خلال أوائل عقد 1960، نمت ثقافة المود وانتشرت في أنحاء بريطانيا، ومن إحدى عناصر صورة المود هي انخراطها في نزاعات حظيت بتغطية إعلامية جيدة مع أفراد من ثقافة فرعية منافسة: الروكيون [الإنجليزية]. أدى صراع الموديين والروكيين [الإنجليزية] إلى استخدام عالم الاجتماع ستانلي كوهن لمصطلح "الذعر الأخلاقي" في دراسته لهاتين الثقافتين الفرعيتين للشباب، التي فحص فيها التغطية الإعلامية لأعمال الشغب التي قام بها الموديون والروكيون في عقد 1960.
بحلول 1965، بدأت الصراعات بين الموديين والروكيين تهدأ، وانجذبت المود بشكل متزايد نحو فن البوب والروك السايكدلي. أصبحت لندن مرادفة للموضة والموسيقى وثقافة البوب في هذه السنوات، وهي فترة يشار إليها عادة باسم "لندن المتأرجحة [الإنجليزية]". خلال هذا الوقت، انتشرت أزياء ثقافة المود إلى بلدان أخرى وأصبحت شائعة في الولايات المتحدة وأماكن أخرى، ولم يعد يُنظر إلى المود الآن على أنها ثقافة فرعية منعزلة، وإنما رمز لأكبر ثقافة للشباب في تلك الحقبة.
مع بلوغ ثقافة المود العالمية خلال فترة "لندن المتأرجحة"، انشق بعض "موديي الشوارع" من فئة الطبقة العاملة عنها، وشكلوا مجموعات أخرى مثل ما أصبح يُعرف في النهاية باسم حليقي الرؤوس. كان هناك إحياء للمود [الإنجليزية] في المملكة المتحدة في أواخر السبعينيات حاول فيه الموديون تكرار مظهر وموضات فترة "السكوتر" الخاصة بأوائل ومنتصف عقد 1960. وتلى ذلك إحياء آخر في أمريكا الشمالية في أوائل الثمانينات وبالتحديد في جنوب كاليفورنيا.